# Az Interkontinentális kupa és a FIFA-klubvilágbajnokság statisztikái
A labdarúgó klubok világbajnokainak listája a Nemzetközi Labdarúgó-szövetség szerint.

## Versenyek
- Az Interkontinentális Kupa (európai–dél-amerikai kupa vagy Toyota Kupa) egy labdarúgó rendezvény volt az UEFA és a CONMEBOL rendezésében, ahol az európai UEFA-bajnokok ligája győztes és a dél-amerikai Copa Libertadores győztese játszott egymással egy páros mérkőzést minden évben, 1980-tól kezdődően mindig Japánban (ekkortól már csak egy mérkőzést).

Az első FIFA-klubvilágbajnokságot 2000-ben tartották.
2005-től kezdődően a FIFA-klubvilágbajnokság lépett az Interkontinentális Kupa helyébe, amelyben részt vesznek Észak-Amerika, Ázsia, Afrika és Óceánia bajnokai is. 2017-ben a FIFA a torna győzteseit is hivatalosan klubvilágbajnoknak nyilvánította.
- A FIFA-klubvilágbajnokság egy labdarúgó rendezvény 6 kontinens szövetségeinek a bajnok klubjai között, habár 2007 óta Óceánia bajnokának selejtező mérkőzést kell játszania a rendező ország klubbajnokával. A tornán évente ítélik oda a világbajnoki címet.[3]

Az első versenyt 2000 januárjában tartották meg Brazíliában. A FIFA szándéka az volt, hogy a Interkontinentális kupa (ismert még Toyota Kupaként is) helyébe lépjen a rendezvény, melyet Japánban, Tokióban rendeztek meg minden évben az európai és dél-amerikai bajnok részvételével. A kvalifikációs rendszer nem volt teljesen egyértelmű: bizonyos csapatok 1998-as, míg mások 1999-es eredmények jogán vehettek részt.
A torna nem volt népszerű Európában, de mindamellett a második kiírás helyszínének 2001-ben Spanyolországot jelölték meg 12 csapat részvételével. Ezt a kiírást törölték a FIFA marketingpartnerének, az International Sports and Leisure (ISL)-nek az összeomlása miatt. Az esemény 2003-ban tervezték megtartani, de ez sikertelenül ért véget. A FIFA végül egyeztetett a csapatokkal és a Toyota Kupával, majd összevonta a két eseményt, az első klubvilágbajnokságot Japánban rendezték meg 2005.
- A FIFA Interkontinentális Kupa egy nemzetközi férfi labdarúgótorna, amelyet a FIFA szervez. Az első kiadásra 2024-ben került sor. A versenyen a FIFA hat konföderációjának klubbajnokai vesznek részt, és egyenes kieséses rendszerben zajlik, ahol az európai csapat egyenesen a döntőbe kerül.[4] A tornán évente ítélik oda a világbajnoki címet.[5]

## Statisztika
| Klub                             | Ország | Összesített elsőségek száma | Interkontinentális Kupa | klubvilágbajnokság                | FIFA Interkontinentális Kupa |
| -------------------------------- | ------ | --------------------------- | ----------------------- | --------------------------------- | ---------------------------- |
| Real Madrid CF                   | ESP    | 9                           | 3 (1960, 1998, 2002)    | 5 ( 2014, 2016, 2017, 2018, 2022) | 1 (2024)                     |
| AC Milan                         | ITA    | 4                           | 3 (1969, 1989, 1990)    | 1 (2007)                          |                              |
| FC Bayern München                | GER    | 4                           | 2 (1976, 2001)          | 2 (2013, 2020)                    |                              |
| CA Peñarol                       | URU    | 3                           | 3 (1961, 1966, 1982)    |                                   |                              |
| Club Nacional de Football        | URU    | 3                           | 3 (1971, 1980, 1988)    |                                   |                              |
| CA Boca Juniors                  | ARG    | 3                           | 3 (1977, 2000, 2003)    |                                   |                              |
| São Paulo FC                     | BRA    | 3                           | 2 (1992, 1993)          | 1 (2005)                          |                              |
| FC Internazionale Milano         | ITA    | 3                           | 2 (1964, 1965)          | 1 (2010)                          |                              |
| FC Barcelona                     | ESP    | 3                           |                         | 3 (2009, 2011, 2015)              |                              |
| Santos FC                        | BRA    | 2                           | 2 (1962, 1963)          |                                   |                              |
| CA Independiente                 | ARG    | 2                           | 2 (1973, 1984)          |                                   |                              |
| AFC Ajax                         | NED    | 2                           | 2 (1972, 1995)          |                                   |                              |
| Juventus FC                      | ITA    | 2                           | 2 (1985, 1996)          |                                   |                              |
| FC Porto                         | POR    | 2                           | 2 (1987, 2004)          |                                   |                              |
| Manchester United FC             | ENG    | 2                           | 1 (1999)                | 1 (2008)                          |                              |
| SC Corinthians Paulista          | BRA    | 2                           |                         | 2 (2000, 2012)                    |                              |
| Racing Club                      | ARG    | 1                           | 1 (1967)                |                                   |                              |
| Estudiantes de La Plata          | ARG    | 1                           | 1 (1968)                |                                   |                              |
| Feyenoord                        | NED    | 1                           | 1 (1970)                |                                   |                              |
| Atlético de Madrid               | ESP    | 1                           | 1 (1974)                |                                   |                              |
| Olimpia Asunción                 | PAR    | 1                           | 1 (1979)                |                                   |                              |
| CR Flamengo                      | BRA    | 1                           | 1 (1981)                |                                   |                              |
| Grêmio Foot-Ball Porto Alegrense | BRA    | 1                           | 1 (1983)                |                                   |                              |
| CA River Plate                   | ARG    | 1                           | 1 (1986)                |                                   |                              |
| FK Crvena zvezda                 | YUG    | 1                           | 1 (1991)                |                                   |                              |
| CA Vélez Sarsfield               | ARG    | 1                           | 1 (1994)                |                                   |                              |
| Borussia Dortmund                | GER    | 1                           | 1 (1997)                |                                   |                              |
| SC Internacional                 | BRA    | 1                           |                         | 1 (2006)                          |                              |
| Liverpool                        | ENG    | 1                           |                         | 1 (2019)                          |                              |
| Chelsea                          | ENG    | 1                           |                         | 1 (2021)                          |                              |
| Manchester City                  | ENG    | 1                           |                         | 1 (2023)                          |                              |

## Lásd még
- Interkontinentális kupa
- FIFA-klubvilágbajnokság
- FIFA Interkontinentális Kupa